# Модель

Приклад наукового моделювання. Схема хімічних процесів і процесів переносу в атмосфері.

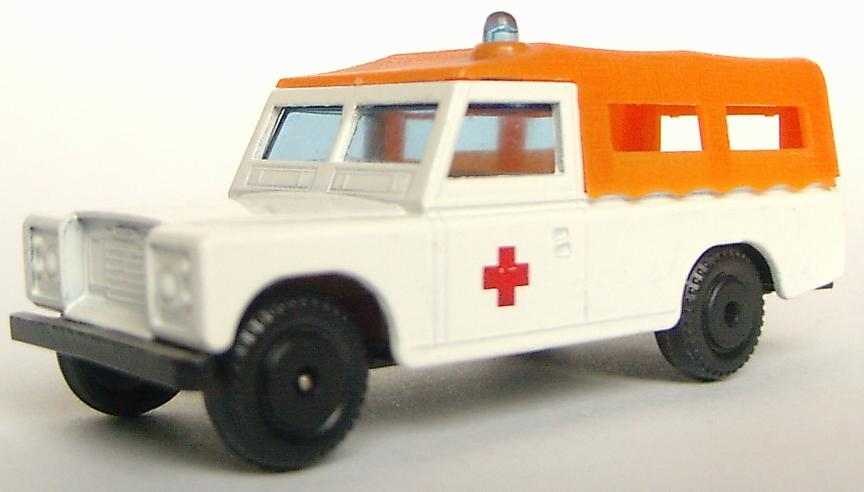
Модель машини швидкої допомоги

Модель (від лат. modulus — «міра, аналог, зразок, взірець») — система, дослідження якої дає уявлення про іншу систему, представлення деякого іншого процесу, побудови чи концепції оригіналу.

## Загальна характеристика
Модель — це проєкт, інформаційне, натурно-матеріальне чи описово-макетне уявлення предмета. Об'єкт або явище, що є тотожною чи спрощеною версією модельованого об'єкта, проєкта чи явища (прототипу).
Системологія поняття моделі розглядає як етап алгоритму системогенезу, що передує як проєкт, інформаційно-програмний прототип матеріальному втіленню повномасштабного організму об'єкт-системи. В складі СОД-алгоритму Модель є обов'язковий етап стратегії системогенезу об'єкт-системи. По даним системології і синергології первинний системогенез, синергогенез, є базова проєктна програма втілення через субпідрядний геннодетермінований соматогенез організму як об'єкт-системи.
Моделі бувають створені наближенням, кодуванням (трансляцією) чи відтворенням:
- натурні моделі (організми, препарати, фрагменти, локуси);
- макети — відтворення функціональне, чи форми, — для огляду (дизайн, архітектура, конструювання, муляжі) в умовах експлуатації чи тестування режимів при навантаженнях;
- моделі конструкції — перевірка та тестування вузлів, деталей, виробів чи матеріалів, чинників;
- модель процесів, явищ (експеримент) для дослідження відтворюваності чи аналізу процесів і складових;
- модель виробу — усталений нормований взірець як варіант виробу, конструкцій, на початок масового виробництва, що проходить оцінний тест на експлуатацію під навантаженнями;
- модель одягу, виробу чи приладдя, дизайнерське рішення для виробів чи їх оформлення для типових виробів (праски, пилосос, літак, авто);
- модель ситуаційна — розгляд станів взаємостосунків в парі, в колективі, в соціумі, в державі, в цивілізації для опису, аналізу, оцінки, управління, прогнозу;
- модель інформаційна — формування по параметризованим показникам чи вимірам форми, станів, об'єктів чи виробів (фото, ескіз, креслення, зліпок, відтиск, матриця, масиви даних, графи, графіки, розрахунки, записи, описи);
- модель економічного процесу (МОБ) для опису, аналізу, оцінки, управління, прогнозу;
- модель — професійні демонстратори моделей одягу чи виробів для певного віку, розміру, статі і конституції.

Смислове навантаження терміна «модель» багатопланове:
- а) зразок, взірцевий примірник чогось;
- б) тип, марка конструкції;
- в) те, що є матеріалом, натурою для відтворення;
- г) зразок, з якого знімається форма для відливання в іншому матеріалі;
- д) комп'ютерна модель,
- е) розрахункова модель,
- ж) теоретична модель (процесу, конструкції тощо).

Наприклад, моде́ль — опис об'єкта (предмета, явища або процесу) на якій-небудь формалізованій мові, складений з метою вивчення його властивостей. Такий опис особливо корисний у випадках, коли дослідження самого об'єкта ускладнене або фізично неможливе.
Натурне моделювання передує запуску масштабного промисловому випуску нової продукції.
Часто в ролі моделі виступає інший матеріальний або уявний об'єкт, що замінює в процесі дослідження об'єкт-оригінал. Процес побудови моделі називається моделюванням.
Таким чином, модель виступає як своєрідний інструмент для пізнання, який дослідник ставить між собою і об'єктом, і за допомогою якого вивчає об'єкт, що його цікавить.
Макетна модель — це реально існуюча модель, що відтворює модельовану систему у деякому масштабі.
Моделі звичайно застосовуються для потреб пізнання (споглядання, аналізу і синтезу) і конструювання. Як модель може виступати відображення, схема, копія, макет, зображення.
Моделлю може бути серійний повторюваний проєкт, що має набір певних, властивих тільки даної моделі параметрів і характеристик. Це робиться навіть в одному ряду виробів (проєктів). Модель рішень може мати кілька версій або варіантів, що є моделюванням діяльності, проєктування, управління великими проєктами тощо
Процес створення моделі називається моделюванням. Будь-яка розумова діяльність являє собою оперування моделями (образами). Моделі бувають натурні, макети, інформаційні, логічні, образні, тощо

## Види моделей
- Табличні
- Ієрархічні
- Графи
- Мережеві інформаційні моделі
- Об'єктно-орієнтовані моделі
- Натурна модель в природознавстві, медико-біологічних напрямках, біотехнології, медицині, ветеринарії, сільському господарстві — використання ізольованих органів і тканин, культури клітин, штучних середовищ і умов. Натурні моделі застосовуються і в мистецтві (натурники), в біоніці та в ін. Наприклад анатомія в малюнках сформувалася в результаті анатомічних досліджень художниками і скульпторами як предмет мистецтва (Леонардо, Рафаель та ін.).

До натуральних моделей відносять і запускаємі у виробництво вироби для експлуатаційних випробувань та підтвердження (вивчення) їх відповідності проєкту і запитам споживачів (користувачів).
- Модель в конструюванні, промисловому дизайні — виріб або деталь виробу, що відтворює форму та/або інші характеристики складного виробу або деталі. Модель, як правило, набагато дешевша і швидша у виготовленні, ніж модельований виріб. Використовується для уточнення характеристик виробу або деталі. Див також Швидке прототипування.
- Модель — виріб (іноді з легкооброблюваного матеріалу), з якого знімається форма для відтворення (наприклад, за допомогою лиття) в іншому матеріалі; різновиди таких моделей — лекала, шаблони. У лиття по виплавлюваних моделях використовується модель з воску («восківка»).
- Модель в моделізмi — виконана в певному (зазвичай зменшеному) масштабi машина, архітектурна споруда або комплекс споруд. Моделі споруд для попереднього вивчення об'єкта, що будується або для презентацій також називають макетами. Моделі можуть бути предметом колекціонування.
- Модель в 3Д-графіці — віртуальний тривимірний об'єкт, створений для відображення у віртуальному просторі (наприклад у відеоіграх).

## Комп'ютерна (програмна) модель
Комп'ютерна модель є представленням об'єкту, системи чи поняття у формі, відмінній від реальної, але наближеною до алгоритмічного опису, що включає і набір даних, що характеризують властивості системи та динаміку їх змін з часом.

## Наукова модель
Модель в науці — будь-який образ, аналог (уявний чи умовний: зображення, визначення, схема, креслення, графік, карта тощо) якого-небудь об'єкта, процесу або явища («оригінала» цієї моделі).
- Математична модель — модель, яка використовує мову математики.
- Модель формальної системи в математиці і логіці — будь-яка сукупність об'єктів, властивості яких і відносини між якими задовольняють аксіомам і правилам виводу формальної системи, що служить тим самим спільним (неявним) визначенням такої сукупності.
- Модель в теорії алгебраїчних систем (математика) — сукупність деякої множини і заданих на її елементах властивостей і відносин.
- Полігональна модель  в комп'ютерній графіці — образ об'єкта, «зшитий» з безлічі багатокутників.
- Модель в лінгвістиці — абстрактне поняття еталона або зразка будь-якої системи (фонологічної, граматичної і ін.), вистава найзагальніших характеристик будь-якого мовового явища; загальна схема опису системи мови або будь-якої його підсистеми.

## Професія
- Модель в індустрії моди — це людина, що демонструє моделі одягу на показах (займаючись моделінгом). Див. супермодель.
- Фотомодель — людина, яка професійно знімається на фотографіях.
- Вебмодель — людина, яка розважає глядачів перед веб камерою або робить стрім шоу.
- Позуючий художнику (мальовнику), скульптору, фотографу, натурник або зображувані предмети («натура»).

## Власні назви
- «Модель» — готична манхва корейської художниці Лі Со Ен.